# 東勝州
東勝州（とうしょうしゅう）は、中国にかつて存在した州。遼代から明初にかけて、現在の内モンゴル自治区トクト県およびジュンガル旗北東部にまたがる地域に設置された。

## 概要
600年（開皇20年）、隋により楡林県に置かれた勝州を前身とする。勝州は隋の大業年間と唐の天宝年間に楡林郡と改称されたが、ほどなく勝州の称にもどされた。
916年（神冊元年）、契丹の耶律阿保機が振武軍を破ると、勝州の民はみな河東に逃亡し、勝州は廃止された。936年（天顕11年）、後晋が燕雲十六州を契丹に割譲すると、契丹により再び勝州が置かれた。後に遼により勝州は東勝州と改称された。東勝州は西京道に属し、楡林・河浜の2県を管轄した。
金のとき、東勝州は西京路に属し、東勝県と寧化鎮を管轄した。
1265年（至元2年）、モンゴル帝国により寧辺州が廃止され、その半分が東勝州に編入された。1267年（至元4年）、東勝県と録事司が廃止された。元のとき、東勝州は大同路に属し、属県を持たなかった。
1371年（洪武4年）、明により東勝州は東勝衛と改められた。1392年（洪武25年）、東勝衛は東勝左衛・東勝右衛・東勝中衛・東勝前衛・東勝後衛の5衛に分けられ、山西行都指揮使司の管轄下に入った。翌年に中衛・前衛・後衛は廃止された。1403年（永楽元年）、左衛は北直隷の盧龍県に、右衛は北直隷の遵化県に移され、後軍都督府に直属することとなり、衛城は空になった。1438年（正統3年）に東勝衛が再び置かれたが、後に廃止された。